# Alfei Jürgenson
Alfei Jürgenson (Tallinn, 8 aprile 1904 – 22 agosto 1947) è stato un calciatore estone, di ruolo centrocampista.

## Carriera

### Club
Ha sempre giocato nel campionato estone.

### Nazionale
Con la Nazionale ha partecipato alle Olimpiadi nel 1924.